# Французька концепція правової держави

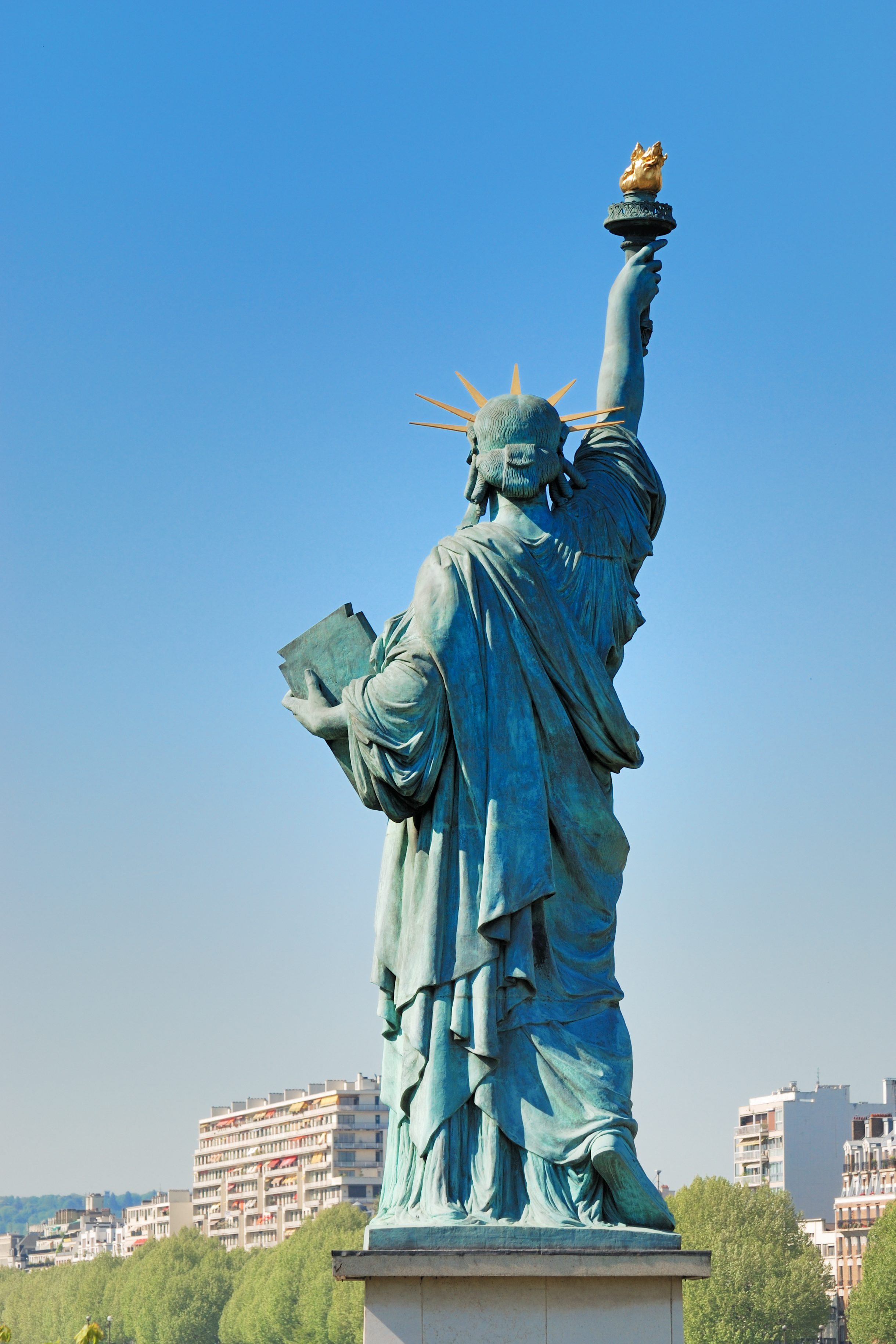
Статуя Свободи у Парижі

Etat de droit — французька правова доктрина, континентально-європейська концепція правової держави, створена під час революції у Франції, Просвітництва, утвердження ринкових відносин, яка проголошує держави, що декларує і забезпечує права і свободи людини та громадянина, правову рівність громадян перед законом, свободу у всіх її вимірах (свободу слова, свободу волі, свободу віросповідання, свободу совісті), братерство-«liberte, egalite, fraternite», справедливий розподіл ресурсів, правовий і соціальний захист населення, повалення абсолютизму, аристократії, монархії і запровадження республіки, демократії, ⁣ринкових відносин та демократії у політико-правову сферу.
Основні підходи до розуміння:
- власне французька доктрина Etat de Droit (в основі якої лежали дві головні ідеї — «влада закону» і «суверенітет парламенту»;
- запозичена від «німецької школи публічного права» доктрина Etat de Droit;
- доктрина, в рамках якої відбувався пошук змістового наповнення теорії, яка включала б головні ідеї французької політичної думки епохи Просвітництва і яка мала б найбільше відповідати доктрині «rule of law» в її «матеріальному» значенні;

Більшість вчених схиляються до думки, що Etat de droit виникла як революційна альтернатива монархічному режиму, і основним своїм завданням визначає обмеження державно-владних інституцій та участь широких мас населення у державних процесах.

## Найвідоміші представники
- Вольтер:

1. " Філософські листи ";

- Монтеск'є:

1. " Перські листи ";
2. « Про дух законів (1748 р.)»;

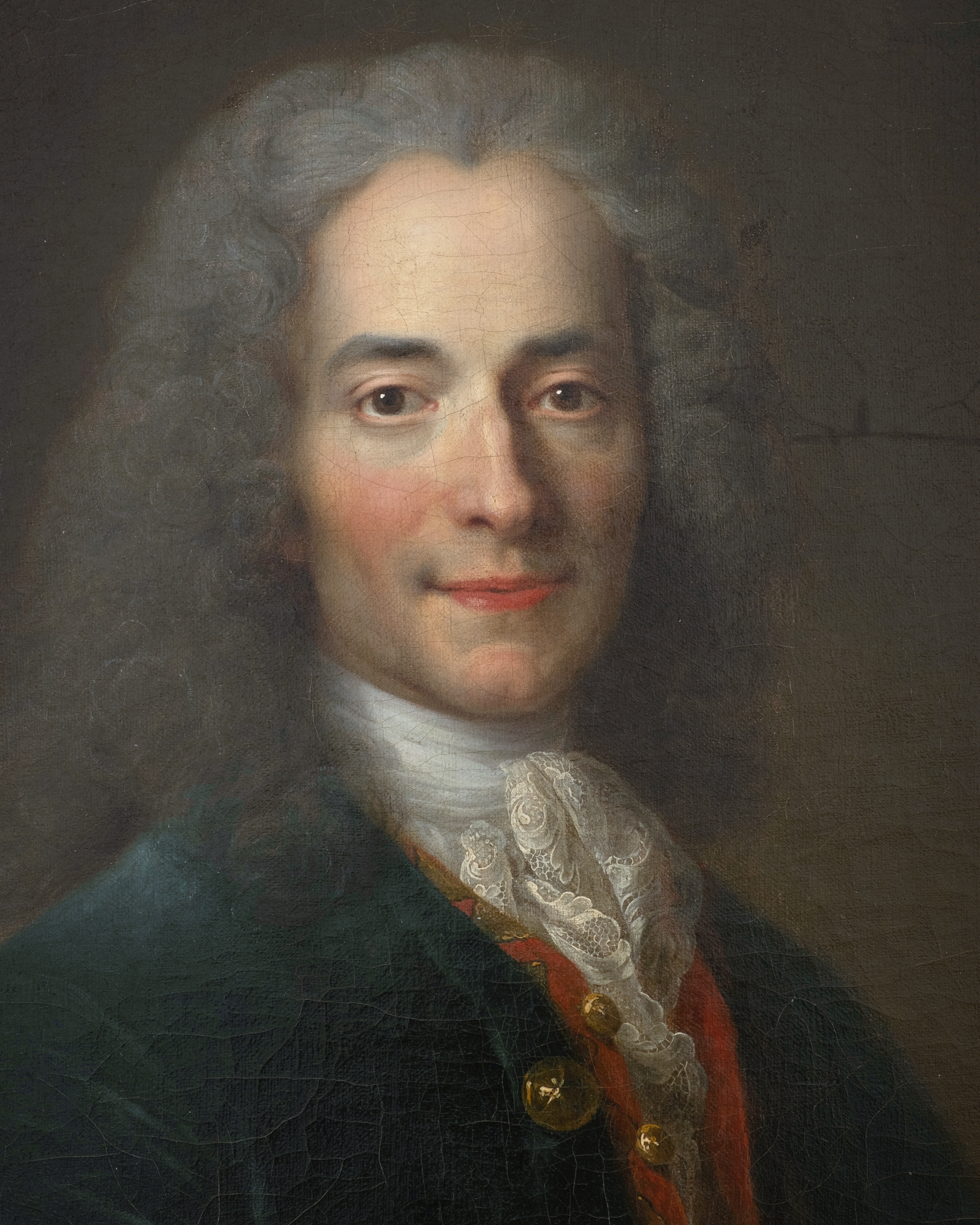
Франсуа-Марі Аруе

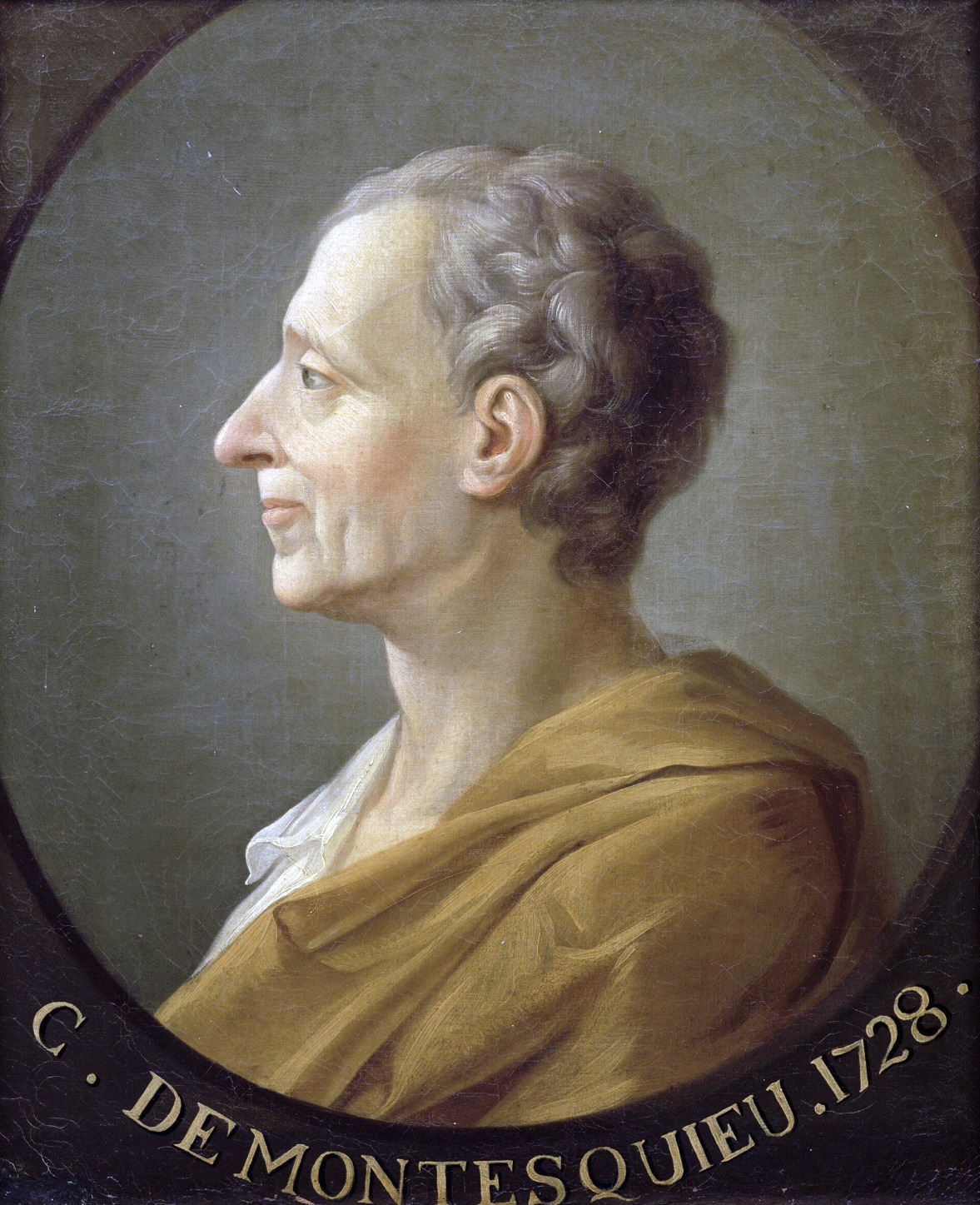
Шарль Луї де Монтеск'є

3. «Роздуми про причини величі та падіння римлян»;

- Руссо:

1. "Роздуми про науки та мистецтва ";
2. « Про суспільний договір, або Принципи політичного права (1762 р.)»;
3. «Роздуми про виникнення та підстави нерівності між людьми»;

- Мореллі:

1. « Кодекс природи, або істинний дух її законів» (1755 р.);

- Маблі:

1. «Про права та обов'язки громадянина»(1758 р.);
2. «Про законодавство або принципи законів» (1776 р.);

- Мельє:

1. «Заповіт»;

- Дешан:

1. «Істина, або Істинна система»;

- Марешаль;
- Мірабо;
- Сієс;
- Барнав;
- Кабе:

1. «Подорож в Ікарію»;

## Юридичне закріплення

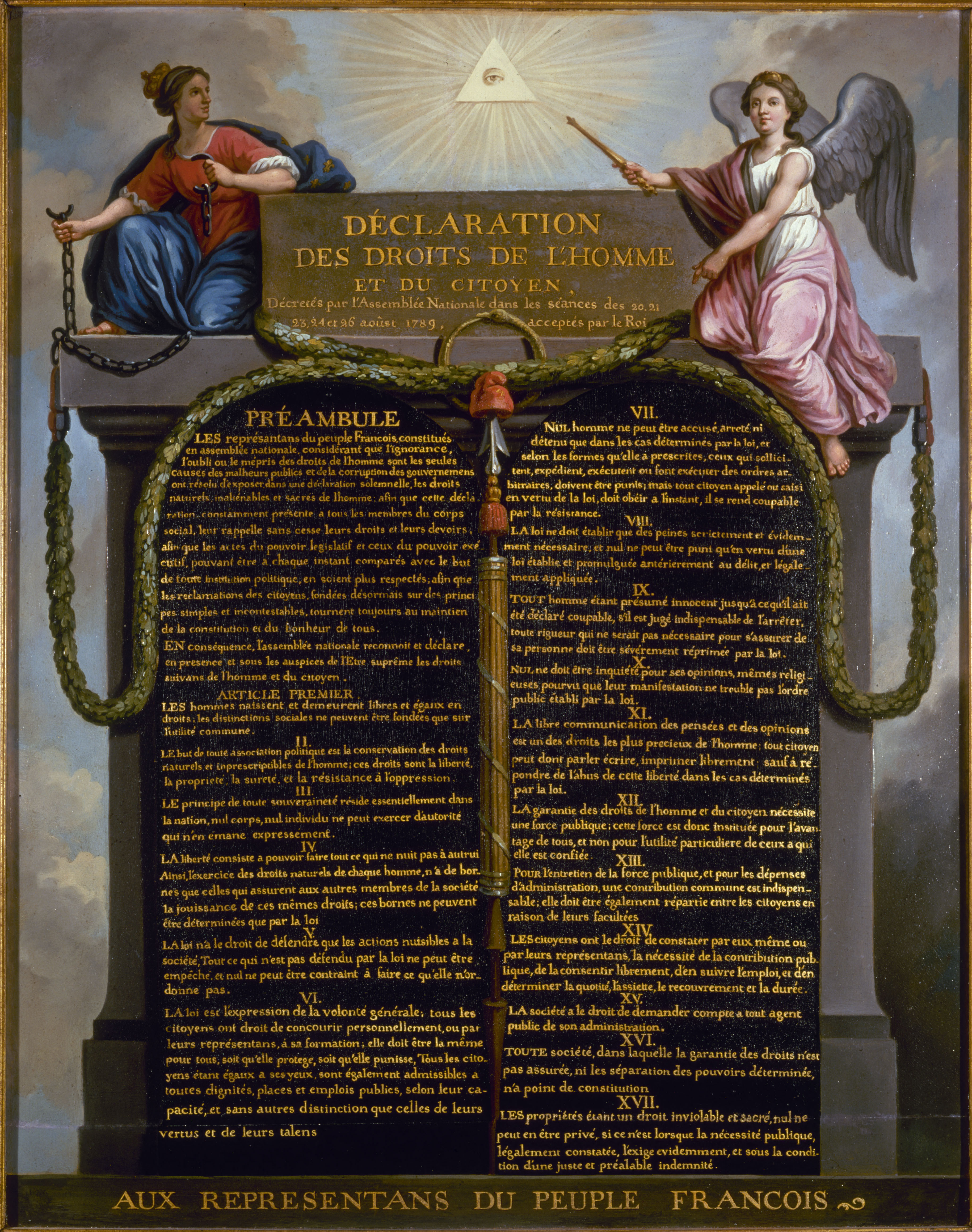
Декларація прав людини і громадянина

- Декларація прав людини і громадянина: Ухвалена 26 серпня 1789 р. Декларація прав людини і громадянина стала політико-юридичним документом[4], який втілив ідеї політичного лібералізму (Лока, Монтеск'є і Руссо)[3], в якому закріплено політико-юридичні принципи, покладені в основу відносин між людиною і державою, насамперед ст. 2 Декларації, де зафіксовано теоретичну спадщину епохи Просвітництва, «суспільного стану людини», визначено необхідність «політичного об'єднання»[5], власне держави, з метою збереження природних, невідчужуваних і священних прав, які належать людині від народження: прав на свободу, на власність, на безпеку, на опір гнітові[6]. У ст. 1 Декларації було проголошено принцип свободи людини та рівності людей від народження, свобода і рівність у правах[7]. Декларація проголосила пріоритет прав і свобод людини і громадянина, принципи верховенства права, загальної рівності, ідеї суспільного та політичного об'єднання з метою захисту інтересів особи, у формі держави, задекларувала необхідність законодавчого закріплення гарантій забезпечення і реалізації прав і свобод населення (ст. 16 Декларації).
- Конституція III Республіки (Конституційні закони 1875 року (Lois constitutionnelles de 1875), проголошення Третьої республіки (24 лютого, 25 лютого, 16 липня 1875)

- Конституція V Республіки (Конституція 1958 року (Constitution de 1958), проголошення П'ятої республіки (4 жовтня 1958).

## Основні положення
1.Політико-правова сфера:
- парламентська республіка
- парламентаризм[8]
- конституційне закріплення механізму розподілу влади на законодавчу, виконавчу та судову
- народний суверенітет
- законність
- ліберальні методи здійснення влади[9]
- громадянські права
- загальнодозвільний принцип правового регулювання[8]

2. Економічна:
- панування ринкових відносин
- абсолютний захист приватної власності

3. Соціальна:
- природна рівність населення
- нівелювання соціальної та політичної рівності

4. Культурна:
- раціоналізм
- плюралізм у всіх його проявах
- індивідуалізм